# Lhalu Cełang Dordże

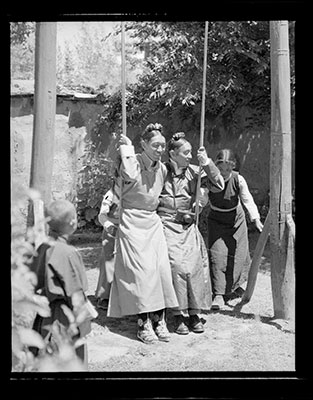
Lhalu Cełang Dordże razem z Carongiem (1950)

Lhalu Cełang Dordże (tyb.: ལྷ་ཀླུ་ཚེ་དབང་རྡོ་རྗེ་, ZWPY: Lhalu Cêwang Dojê, chin. upr.: 拉鲁·次旺多吉, pinyin: Lālǔ Cìwàng Duōjí; ur. w styczniu 1914, zm. 15 września 2011) – tybetański polityk, książę.
Urodził się jako Cełang Dordże. Był synem jednego z najbliższych współpracowników XIII Dalajlamy, Lungszara Dordże Cogjala. W 1924 został adoptowany przez wdowę po zmarłym księciu Lhalu, oficjalnie przyjmując jej nazwisko. Kształcił się w specjalnej szkole dla dzieci dostojników państwowych, znajdującej się w świątyni Dżokhang. Po jej ukończeniu rozpoczął pracę w administracji państwowej. Został mianowany również członkiem osobistej ochrony Wielkiego Trzynastego.
Aresztowanie Lungszara w 1934 spowodowało postawienie go, wraz z bratem, Czapase, przed sądem. Został skazany na obcięcie jednej ręki. Kara ta została anulowana na wniosek starszych mnichów. Zakaz pełnienia funkcji publicznych, orzeczony wobec całej rodziny, został jednak podtrzymany.
Lhalu, pragnąc czynnie uczestniczyć w życiu publicznym, oficjalnie twierdził, że nie jest synem obalonego ministra. Zapłacił kolosalną łapówkę, by kwestia jego pochodzenia nie była poruszana w kręgach rządowych. Taktyka ta szybko przyniosła zamierzony efekt. Został sekretarzem rządu, wysokim urzędnikiem w departamencie finansów, a w 1945 wszedł w skład kaszagu. Szybko rosnące wpływy młodego arystokraty spowodowały nieudany zamach na jego życie (1946). W 1947 był jednym z urzędników wysłanych, aby aresztować regenta Retinga Rinpocze.
Po oddelegowaniu na stanowisko gubernatora prowincji Kham usiłował zwiększyć bezpieczeństwo granicy chińsko-tybetańskiej. W tym celu tworzył dodatkowe oddziały wojska, w skład których wchodzili zwerbowani Khampowie.  Doprowadził także do wcielenia w szeregi armii pięciuset mnichów. Podczas inwazji wojsk chińskich na Tybet podlegające mu oddziały stoczyły kilka potyczek, szybko zostały jednak okrążone przez przeważające siły agresora. Lhalu przekazał wówczas dowództwo Ngabo Ngałagowi Dzigme, który szybko został schwytany przez żołnierzy Chińskiej Armii Ludowo-Wyzwoleńczej i zmuszony do podpisania kapitulacji.
W latach 50. kilkakrotnie przewodniczył tybetańskim misjom wysyłanym między innymi do Szanghaju i Pekinu. W 1959 brał udział w powstaniu przeciwko władzom chińskim. Po jego upadku został aresztowany, a następnie osądzony jako jeden z przywódców. Uznany za wroga klasowego, był zmuszany do udziału w „sesjach reedukacyjnych”. Skazany na sześć lat więzienia, wyszedł na wolność na początku rewolucji kulturalnej. Objęty stałym dozorem, pracował jako robotnik rolny.
Pod koniec lat 70. zawarł porozumienie z władzami. Został zrehabilitowany i objął stanowisko wiceprzewodniczącego Tybetańskiego Regionalnego Komitetu Ludowo-Politycznej Konferencji Konsultatywnej Chin. W wydanej w 1993 autobiografii podważył niektóre elementy oficjalnego stanowiska władz ChRL. W wywiadzie udzielonym w 1999 gazecie China's Tibet, powiedział, że chciałby, aby Dalajlama powrócił do Tybetu.